# Мария де Молина
Мария Альфонсо де Молина Великая (ок. 1265 — 1321) — сеньора де Молина, королева Кастилии и Леона в 1284—1295 годах, супруга Санчо IV Храброго. Регент при малолетнем сыне Фердинанде IV (1295 — ок. 1301) и позже при внуке Альфонсо XI Справедливом (1312—1321).

## Биография
Мария была внучкой короля Альфонсо IX Леонского и королевы Беренгарии Кастильской.
Она вышла замуж за своего двоюродного брата Санчо IV Кастильского в 1282 году, хотя папское разрешение на брак между родственниками не было дано. После смерти Альфонсо X в 1284 году она стала королевой Кастилии и Леона и была коронована вместе со своим мужем в соборе Толедо. Хотя Рим вынуждал супругов развестись, Санчо предпочёл вместо этого возвысить жену, передав ей много королевских обязанностей, в том числе и должность регента их сына после своей смерти. Его правление было коротким, поскольку он умер в 1295 году.
Санчо IV наследовал их старший сын Фердинанд IV, который в то время был ещё несовершеннолетним. Хотя Санчо IV назначил Марию единственным регентом, она была вынуждена разделить регентство с дядей Санчо, Энрике Сенатором, младшим братом Альфонсо X. Права Фердинанда были оспорены коалицией, которая включала его дядя Хуан, его двоюродные братья инфанты де ла Серда (сыновья инфанта Фернандо де ла Серда, старшего сына Альфонсо X), а также король Хайме II Арагонский и король Диниш Португальский.
Мария отстояла права сына на престол, но это далось ей нелегко. Она создала свою собственную коалицию, опираясь на кастильских кортесов. Гражданская война продолжалась нескольких лет, и сорегент Марии, Энрике, зачастую был скорее противником, чем защитником своего племянника.
Около 1300 года союз против Фердинанда начал ослабевать, когда один из его главных врагов, Хуан Нуньес де Лара, был захвачен в плен и позже примирился с молодым королём. Португалия подтвердила верность Фердинанду, пообещав брак между португальской принцессой Констанцией и молодым королём Кастилии. Победа Марии была закреплена в 1301 году, когда она наконец получила папскую буллу от Бонифация VIII, в которой он узаконил её брак и детей. В конце концов, только Арагон поддерживал притязания Альфонсо де ла Серды и его брата, чему спустя несколько лет положил конец договоре между Кастилией и Арагоном.

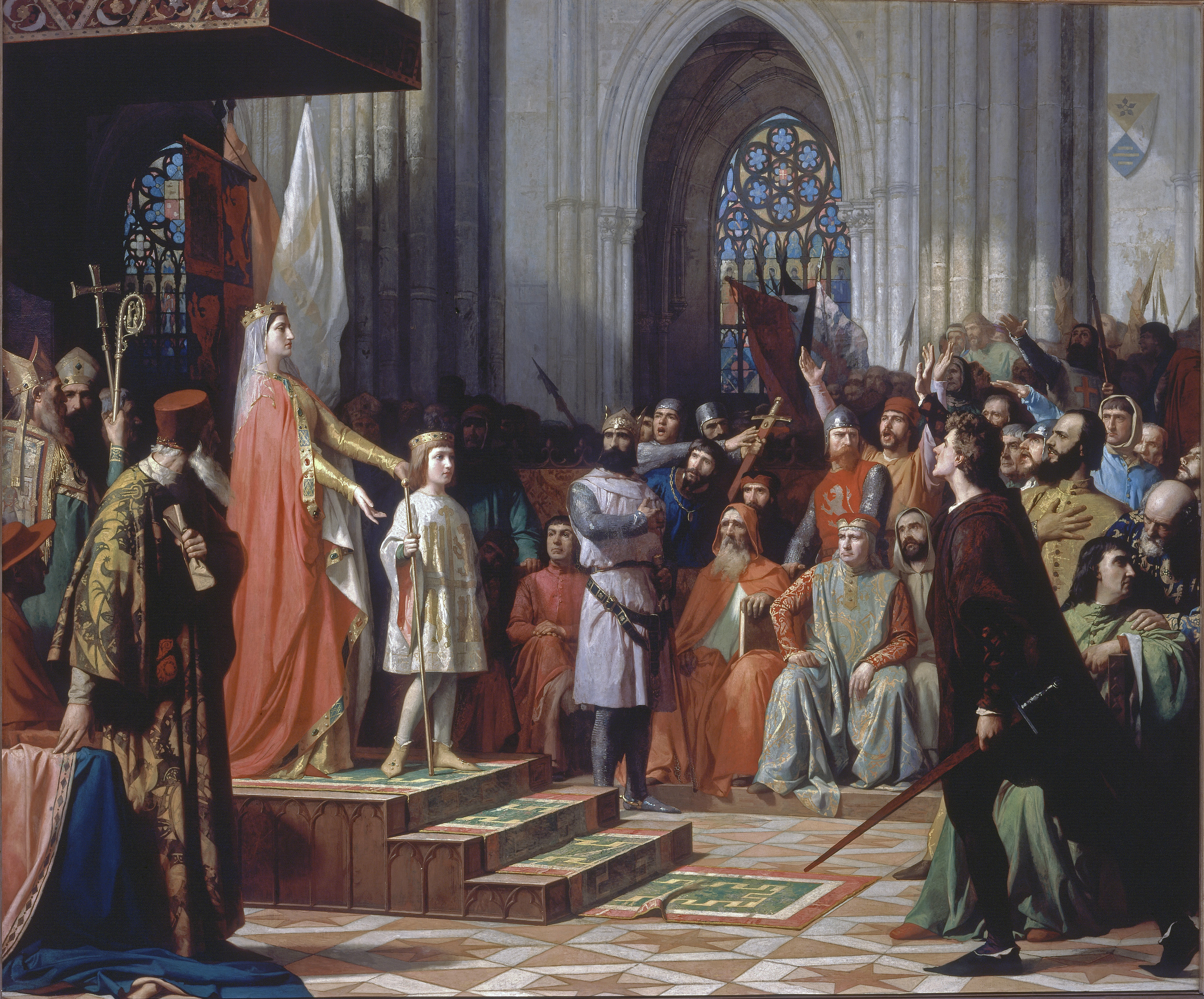
Королева Мария де Молина представляет своего сына Фердинанда IV кортесам Вальядолида в 1295 году. Художник Антонио Гизберт (1863 год)

После смерти Фердинанда в 1312 году ему наследовал его сын, внук Марии. Поскольку новый король был несовершеннолетним, Мария стала регентом Кастилии на второй срок, на этот раз для своего внука.
Мария де Молина умерла в Вальядолиде в 1321 году.

## Дети
У Марии де Молина и Санчо IV было семеро детей:
- Изабелла (1283 — 24 июля 1328); 1-й муж: с декабря 1291 или 1293 (не вступил в силу, аннулирован в 1295) Хайме II (10 августа 1267 — 5 ноября 1327), король Арагона; 2-й муж: с 1310 Жан III (8 марта 1286 — 30 апреля 1341), герцог Бретани
- Фернандо IV (6 декабря 1285 — 7 сентября 1312), король Кастилии и Леона с 1295
- Альфонсо (1286 — август 1291)
- Энрике (1288—1299)
- Педро (1290 — 25 июня 1319), сеньор де лос Камерос, Альмасан, Берланга, Монтеагудо и Сифуэнтес
- Фелипе (28 мая 1292 — 13/30 апреля 1327), сеньор де Кабрера и Рибера
- Беатриса (1293 — 25 октября 1359); муж: с 12 сентября 1309 Афонсу IV (8 февраля 1291 — 28 мая 1357), король Португалии

## В культуре
Мария де Молина стала главной героиней драмы Тирсо де Молины «В женщине благоразумие» (опубликована в 1634 году).